# حدبي الميسم
حدبي الميسم (الاسم العلمي: Cyphostigma)، جنس نباتات من فصيلة الزنجبيلية. يشتمل على نوع واحد مقبول فقط، Cyphostigma pulchellum، يستوطن سريلانكا